# トーシンホールディングス
株式会社トーシンホールディングス（英: TOSHIN HOLDINGS CO.,LTD.）は、愛知県名古屋市中区に本社を置く企業である。
愛知県稲沢市に本社を置く東新住建とは、無関係である。

## 概要
1988年に会社設立。2018年に持株会社化しており、傘下のトーシンモバイルが中部地方で携帯電話販売代理店（au、ソフトバンクモバイル）を展開するほか、トーシンコーポレーションが不動産事業をトーシンリゾートがゴルフ場運営などのリゾート事業を行っている。

## 沿革
- 1988年4月30日 - 有限会社石田興業の建築資材取扱部門が独立し、「東新産業株式会社」として設立[2]。
- 1998年
  - 1月 - 有限会社ティーティーエスを設立[2]。
  - 4月 - 有限会社石田興業を100%子会社化[2]。
- 1999年5月 - 有限会社石田興業を吸収合併[2]。
- 2000年
  - 4月 - 「株式会社トーシン」に商号を変更[2]。
  - 10月11日 - ナスダックジャパン（現・ジャスダック）に株式を上場[2]。
- 2001年5月 - 株式会社マジックを設立[2]。
- 2002年4月 - 有限会社ティーティーエスを清算[2]。
- 2005年9月 - TOKYO North Hillsカントリークラブ株式会社を設立[2]。
- 2006年1月 - 株式会社マジックがさくらアセットマネジメント株式会社に商号を変更。同月、TOKYO North Hillsカントリークラブ株式会社がトーシンリゾート株式会社に商号変更[2]。
- 2012年11月 - さくらアセットマネジメント株式会社を清算[2]。
- 2016年9月 - トーシンコーポレーション株式会社を設立[2]。
- 2018年
  - 2月 - 株式会社トーシンモバイルを設立[2]。
  - 5月1日 - 移動体通信関連事業を同年に設立した株式会社トーシンモバイルへ吸収分割し、事業持株会社体制に移行[3]。
  - 8月1日 - 「株式会社トーシンホールディングス」に商号を変更[4][2]。
- 2019年
  - 6月 - リバーデールゴルフクラブを取得[2]。
  - 8月 - 株式会社伊良湖シーサイドゴルフ倶楽部の全株式を取得[2]。

## 関連会社
- 株式会社トーシンモバイル
- トーシンリゾート株式会社
- トーシンコーポレーション株式会社
- 株式会社伊良湖シーサイドゴルフ倶楽部